# Miguel Comas del Brugar
Miguel Comas del Brugar fue un presbítero español, natural de Vullpellach, en el Ampurdán, del siglo XVII.

## Biografía
Miguel Comas del Brugar fue catedrático de filosofía y después de teología de la universidad de Barcelona.
Escribió una obra de dialéctica, y en la aprobación se dice que Onofre Manescal, catedrático de la universidad de Barcelona de teología y en 1609 lector de la Seo y escritor religioso, Antonio Sala de Vich, y otros publicaron comentarios de Aristóteles, pero ninguno las súmulas ex profeso, y en 1660 lo dice Vicente Viñals.

## Obra
- Quaestiones minoris dialecticae, quae summulisticae vocantur in quibus ea quae et forman artis disserendi pertinent, juxta Aristotelis et Angelici doctoris mentem disputative declarantur. Auctor est Michael Comas è Brugario presbiter Cathalanus Ampuritaneus ac Vulpiliachensis, Barcinone: A. Lacavalleria, 1661, en 4º.